# Ворожбянська ГЕС

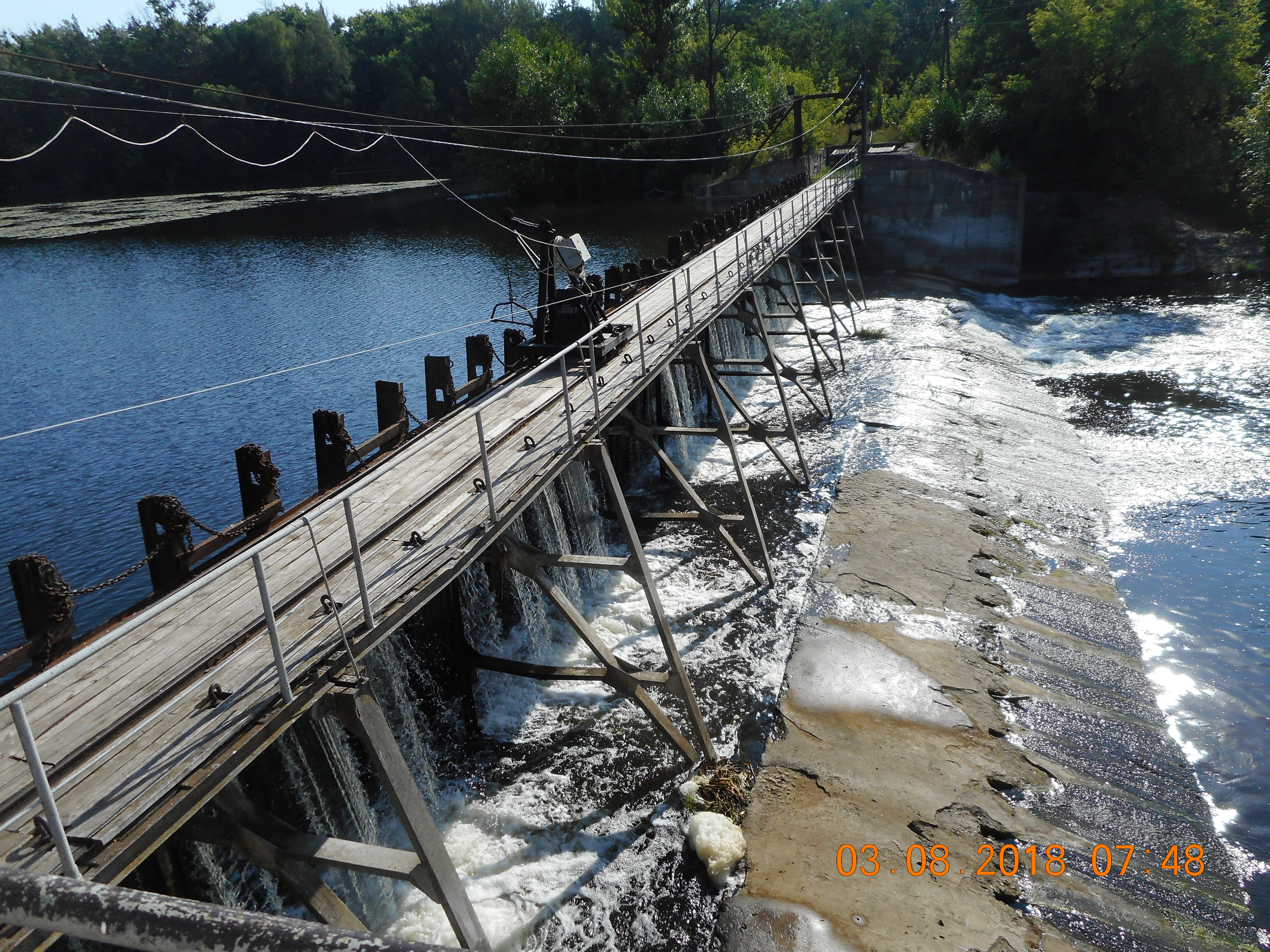
Гребля Ворожбянської ГЕС.jpg

Ворожбянська ГЕС — гідроелектростанція в Сумській області у селі Кердилівка (?). Розташована між Низівською ГЕС (0,75 МВт, вище по течії) і Михайлівською ГЕС (0,21 МВт) та входить до складу каскаду на річці Псел (ліва притока Дніпра).
Призначення гідровузла — підтримка заданих рівнів води верхнього б'єфу і виробництво електричної енергії гідрогенераторами. За схемою використання водних ресурсів ГЕС характеризується як руслова, виробництво електричної енергії на ній проводиться за рахунок природного стікання води, регулювання стоку — добове, що пояснюється невеликим об'ємом водосховища, який дорівнює 4,35 млн.м³. По встановленій генераторній потужності Ворожбянська станція відноситься до класу міні-ГЕС, а по напору води перед греблею — до низьконапірних (лише 4,35 метра). 
Основне енергетичне обладнання Ворожбянської станції розміщене в будівлі, де в машинному залі знаходяться гідроагрегати загальною потужністю 0,4 МВт та пристрої автоматики і контролю, а в приміщенні закритого розподільчого пристрою електроапаратура напругою 0,4 кВ та 10 кВ.
Проєкт виконав у 1951 році «Укрсільелектропроект». Сама станція введена в експлуатацію у 1960 році. 
Водозбірна площа водотоку   8500 км². Середньобагаторічний витік – 944 млн.м3. Середньобагаторічні витрати води — 29,9 м3/сек (максимальна витрата через турбіни - 10,4 м3/сек).